# Chrysalidinoides
Chrysalidinoides es un género de foraminífero bentónico considerado un sinónimo posterior de Chrysalidinella de la familia Reussellidae, de la superfamilia Buliminoidea, del suborden Buliminina y del orden Buliminida. Su especie tipo era Chrysalidinoides pacificus. Su rango cronoestratigráfico abarca el Holoceno.

## Discusión
Clasificaciones previas incluían Chrysalidinoides en el suborden Rotaliina del orden Rotaliida.

## Clasificación
Chrysalidinoides incluía a la siguiente especie:
- Chrysalidinoides pacificus, aceptado como Chrysalidinella pacifica